# Oboyán
Oboyán (ruso: Обоя́нь) es una ciudad rusa, capital del raión homónimo en la óblast de Kursk.
En 2021, la ciudad tenía una población de 11 671 habitantes. En su territorio no hay pedanías.
Se ubica unos 50 km al sur de Kursk, junto a la carretera M2 que lleva a Bélgorod y Járkov. Al noreste de Oboyán sale la carretera 38K-026, que une la M2 con Sólntsevo y Mantúrovo.

## Historia
Se conoce la existencia de la localidad en documentos desde 1638, cuando el zar Miguel I rechazó una petición de asignación de tierras en la zona que le habían solicitado varios nobles de Kursk. Sin embargo, el zar aceptó fortificar la localidad, repoblándose en los años siguientes con militares procedentes de Kursk y Oriol. Desde la época de la construcción de la fortaleza, Oboyán era capital de su propio uyezd, que en el Imperio ruso pasó a formar parte de la gobernación de Kursk. Adoptó el estatus de ciudad en 1779. A mediados del siglo XIX ya era una ciudad comercial, con más de cinco mil habitantes, de los cuales cuatro quintas partes eran burgueses y comerciantes. Sin embargo, su mayor desarrollo urbano comenzó en 1882, cuando se abrió un ferrocarril de vía estrecha desde aquí hasta Pristen.
Llegó a superar los trece mil habitantes antes de la guerra civil rusa, cuando quedó medio despoblada por los continuos combates. Posteriormente volvió a resultar gravemente dañada en la Segunda Guerra Mundial. La Unión Soviética desarrolló notablemente la ciudad en las décadas posteriores, al pasar por aquí desde 1950 la carretera de Moscú a Járkov.